# Piscicid

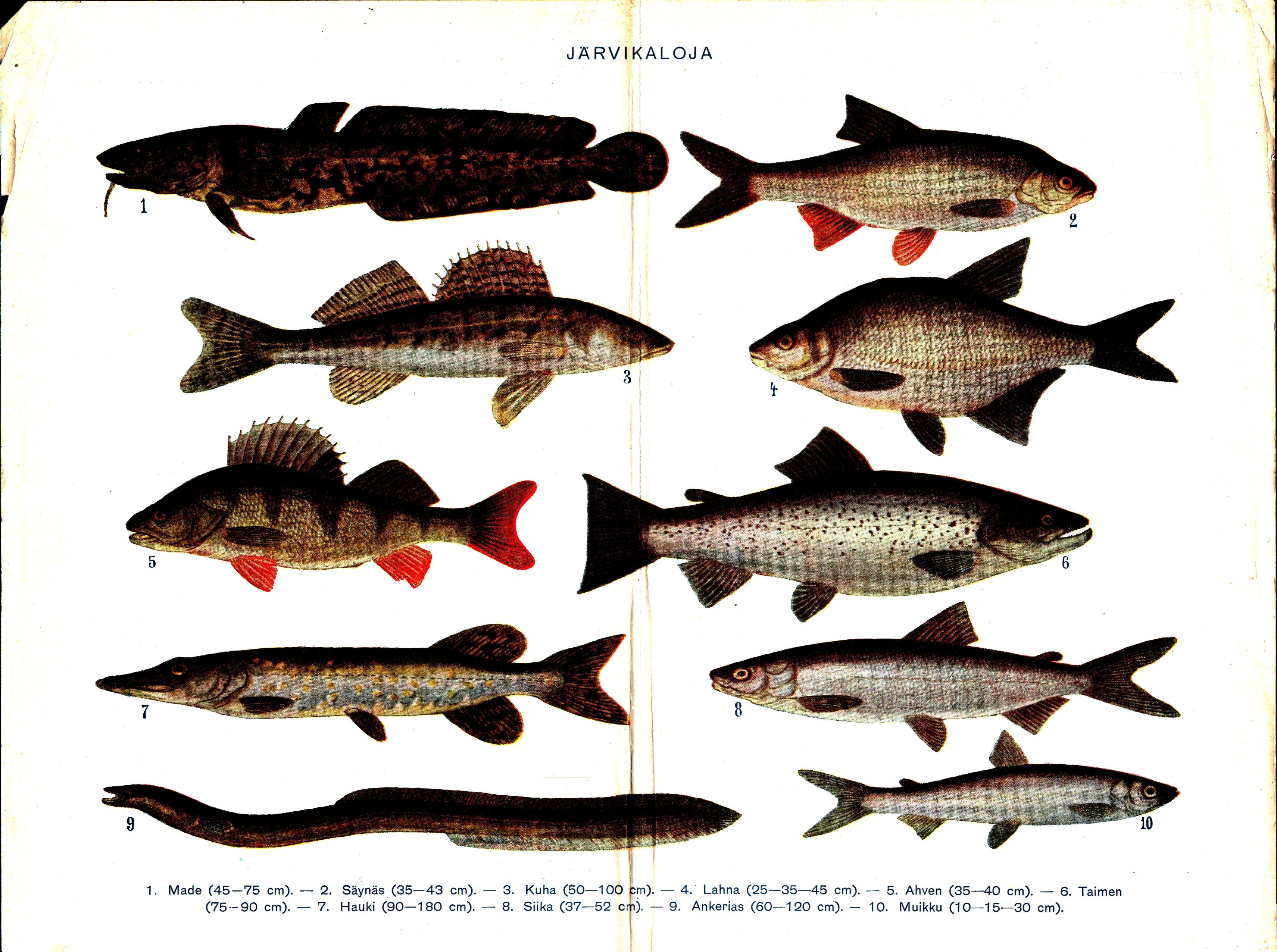
Sladkovodní ryby

Piscicidy jsou skupinou pesticidů určených k ničení ryb.
Používají se chemické látky jako rotenon, saponiny, 3-trifluorometyl-4-nitrofenol (TFM), Niclocide nebo Fintrol.